# 天野川 (滋賀県)

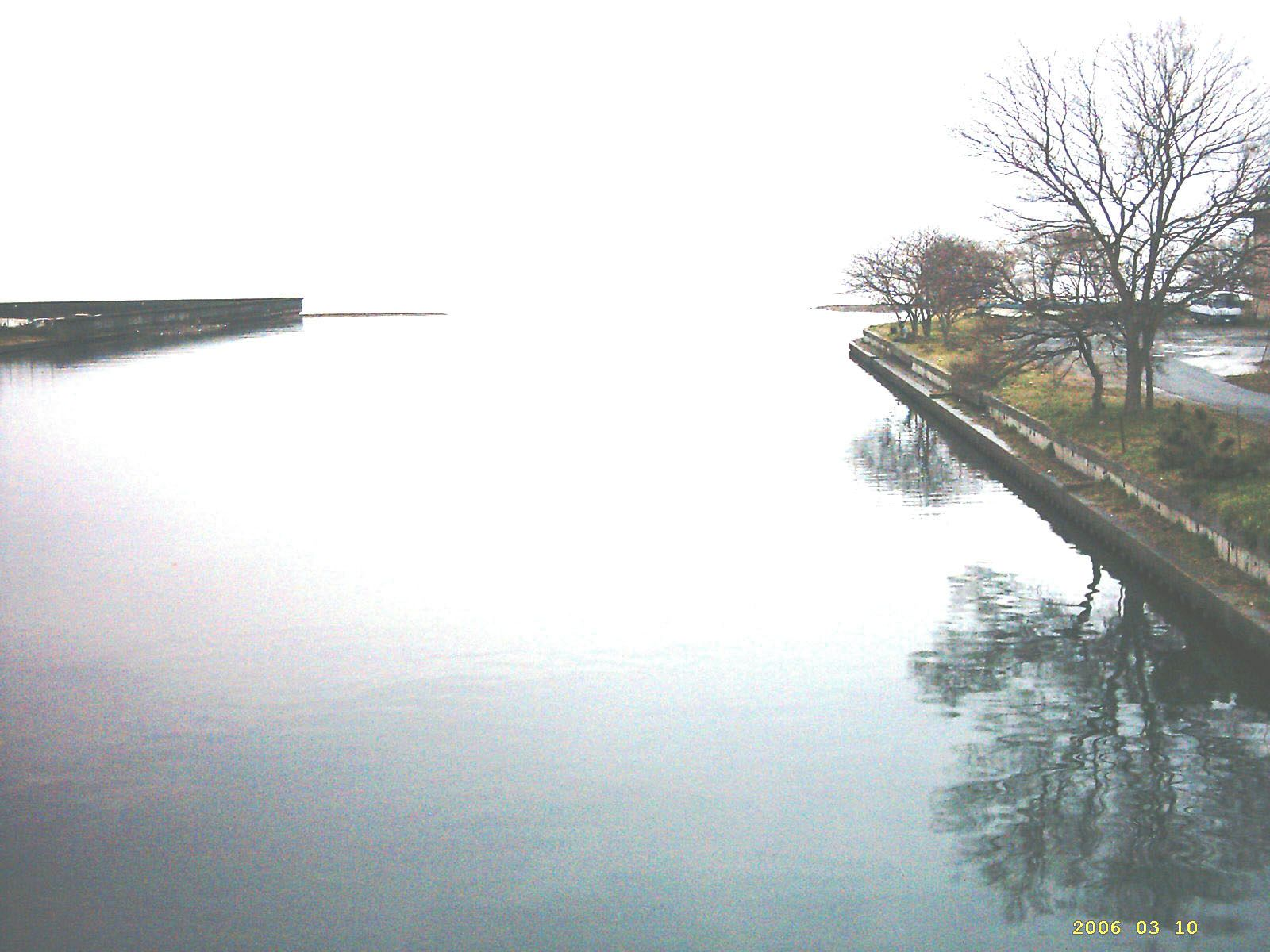
琵琶湖に注ぐ天野川の河口部

天野川（あまのがわ）は、滋賀県の琵琶湖に注ぐ一級河川の一つ。

## 地理
米原市柏原地区から奥出川・中井川・砂走川などと合流して北上し、伊吹山から流れる政所川や弥高川と合流して清滝川を回る流路を取って南に流れる。そして、梓川や黒田川と合流した後、霊仙山を源流とする丹生川と合流して西向きに進路を変え、平野を流れたの後に米原市世継・朝妻の境界付近で琵琶湖に流入する。全長19 キロメートル、流域面積111 平方キロメートルで、旧坂田郡の約半分の面積から水を集めている。川幅は米原市長岡付近で約40 メートルあったのが、河口付近では約80 メートルになる。長岡地先の弥高川と合流付近に遊水池を整備することが計画されている。
「天野川」の名称のほか、息長川・能登瀬川・箕浦川・朝妻川などの名称で呼ばれている。特に息長川の名称は万葉集にも歌として現れる。
水源はかつて池（菖蒲池）であり、周囲の埋め立てで狭くなっていき、圃場整備事業によって完全に水田となった。この池の跡地には現在、「天の川源流菖蒲池跡」の石碑が建てられている。
天野川中流域にあたる米原市長岡の天野川橋付近1182 メートルの流域ではゲンジボタルの名所であり、国の天然記念物（「長岡のゲンジボタルおよびその発生地」、「息長ゲンジボタル発生地」）に指定されている。ゲンジボタルの幼虫の餌になるカワニナの繁殖に適したカルシウム質の多い川であり、ゲンジボタルが成長しやすい川である。一時は乱獲や水質汚濁、水害によって蛍が減少していたこともあったが、養殖によって生息数は回復した。

## 歴史
古代には息長氏が天野川流域で大きな勢力を持ち、敏達天皇の皇后を輩出するなどして名族として栄えた。流域の能登瀬にある山津照神社には息長氏一族の墳墓とされる前方後円墳がある。
河口付近の朝妻にある朝妻神社の境内には「星川の墓」または「朝妻王の墓」と伝えられる多宝塔の一部が残っており、彦星塚と呼ばれる。また、同じく河口付近の世継の蛭子神社の境内には高さ1 m程度の自然石が立ち、仁賢天皇の第二女である朝嬬皇女の墓と伝えられ、七夕塚と呼ばれる。男性は七夕塚、女性は彦星塚に詣でる風習があり、このようにして七夕にまつわる伝説がある。こうした七夕伝説は地元でも町おこしとして利用されてきたが、椿井文書による作り話であると指摘されている。
1959年の豪雨や伊勢湾台風で大規模に被災したことをきっかけに「天野川災害復旧助成事業」で現在の河道が完成しているが、国道21号や国道365号などの幹線道路の交通量増加で沿川地域の重要性が高まっていることを受けて30年に1回程度の降雨で発生する洪水を流下できるように改修を進める方針である。